# اوستن وارنبرینگ
اوستن وارنبرینگ (به انگلیسی: Östen Warnerbring) (زاده ۲۲ نوامبر ۱۹۳۴-درگذشته ۱۸ ژانویه ۲۰۰۶) خواننده سوئدی بود.
او نماینده سوئد در یوروویژن ۱۹۶۷ بود.